# A gondozoo
A gondozoo (eredeti cím: Zookeeper) 2011-ben bemutatott amerikai filmvígjáték, melyet Frank Coraci rendezett. A főszerepben Kevin James, Rosario Dawson és Leslie Bibb látható, míg Nick Nolte, Sylvester Stallone, Adam Sandler, Don Rickles, Judd Apatow, Cher, Jon Favreau és Faizon Love a hangját kölcsönözte az állatszereplőknek. 
Ez volt az első olyan Metro-Goldwyn-Mayer-film, melyet a Happy Madisonnal közösen készítettek (és egyben az első olyan produkciójuk, amit a cég egy évvel korábbi csődeljárása után mutattak be), bár a filmet, akárcsak a Happy Madison filmek többségét, a Columbia Pictures forgalmazta. A forgatás 2009. augusztus 17-én kezdődött Bostonban. 
A film 2011. július 8-án került a mozikba. Többnyire negatív kritikákat kapott a kritikusoktól, ennek ellenére 80 millió dolláros költségvetéséhez képest 169,8 millió dolláros bevételt termelt.
A történet egy szerencsétlen állatkerti gondozóról szól, aki az állatkertjében élő beszélő állatokhoz fordul, hogy segítsenek neki megtalálni a szerelmet.

## Történet
Griffin Keyes (Kevin James) állatgondozó tervet állít fel, hogy megkérje Stephanie nevű szerelme kezét, viszont a lány elutasítja őt, mert nem tetszik neki, hogy állatgondozóként dolgozik. Ekkor Griffin szíve darabokra hull.
Öt évvel később Griffin már teljesen jól érzi magát, és továbbra is gondozza a Franklin állatkert jószágait. Az éjszaka Griffin beszédet tart az állatkertben, hogy megünnepelje Dave nevű bátyjának megnősülését, viszont ledöbbenti az, hogy Stephanie-t is elhívták a helyszínre. Dave másik munkát ajánl Griffinnek; autókereskedési munka lehetőséget kap, hogy esetleg visszahódítsa Stephanie-et. Griffin fontolóra veszi az ajánlatot és gondolkodik, hogy otthagyja-e az állatkertet.
Később az állatok ülést tartanak, mert nem akarják a legjobb gondozójuk elvesztését, ezért úgy döntenek, segítenek neki visszahódítani Stephanie szívét. Jerome, a medve (Jon Favreau) szerint Griffinnek párzási technikát kell tanulnia, mint ahogy az állatoknál szokás, viszont Joe, az oroszlán (Sylvester Stallone) ezt megcáfolja. Donald, a majom (Adam Sandler) azt javasolja, mivel Stephanie másnap jön az állatkertbe, Griffinnek hősként kell feltűnnie előtte, azáltal, hogy az állatok rátámadának. A következő napon Donald kinyit egy jól bezárt ajtót és kiengedi Joe-t, aki ráordít Stephanie-ra és Dave Robin nevű menyasszonyára, ezzel lehetővé teszi, hogy Griffin megmentse őket, de a férfi a védőárokba esik ugrás közben, így tönkreteszi az állatok tervét. Kate (Rosario Dawson), az állatkert állatorvosa éppen arra vezet, és sikerül az oroszlánt távol tartania.
A következő éjszaka, amikor Griffin bezárja az állatkert főbejáratát, az oroszlán megszólítja, ő pedig elájul. Amikor felébred, az állatok megmondják neki, mit tegyen, hogy visszaszerezhesse Stephanie-t. Griffinnek különböző párzási rituálékat tanítanak, de később beégeti magát az állatkertet látogató gyerekek előtt.
Griffin gyakran beszélget Bernie-vel (Nick Nolte), a lomha gorillával, akit mély zárkába vittek át, miután állítólag rátámadott egy másik gondozóra, Shanere. Bernie elmagyarázza Griffinnek, hogy ő nem támadott meg senkit, a gondozó hazudik mindenkinek, aki egy szöges végű hosszú bottal szokta ütni. Egyszer blokkolta az ütést, ami miatt Shane elesett. Azóta terjeszti mindenkinek a hazugságot. Bernie  ezért úgy gondolja, hogy az emberekben nem lehet megbízni.
Griffin felfedezi, hogy Stephanie exbarátja, Gale (Joe Rogan) is küzd érte, visszaszerezze. Janet (Cher), Joe felesége elmondja Griffinek, a legjobb módja annak, hogy visszaszerezze szerelmét az, ha egy másik nővel mutatkozik, így a férfi Kate-et hívja el Dave és Robin esküvőjére, de előtte Bernie-t elviszi a Fridays nevű étterembe, mert mindig is szerette volna tudni, milyen a hely. Amikor eljönnek onnan, Bernie elmondja Griffinnek, ő a legjobb barátja.
Griffin és Kate megérkezik az esküvőre, és látszólag jól érzik magukat. Griffin bátran készül odamegy Stephanie-hoz, azonban megérkezik hozzájuk Gale is, ami Stephanie figyelmét elvonja. Később mikor elmennek, Kate elmondja Griffinnek, hogy jól érezte magát, majd Stephanie felbukkan és meghívja Griffint vacsorázni. Elfogadja az ajánlatot és elindulnak vacsorázni, a nő egy divatbemutatóra is elhívja, ahova szeretné ha elmenne vele. Griffin bevallja megváltozott, amióta ott hagyta az állatkertet, és elfogadja Dave ajánlatát, ami később Kate-nek rosszul esik. Bernie is ideges lesz, mert úgy tudta, megbízhatott benne, de most hogy elmegy, úgy véli, hazudott neki. Kate beleszeretett Griffinbe, és úgy dönt, hogy ő is elhagyja az állatkertet és elvállal egy munkát Nairobiban.
Griffin jó munkavállalóként dolgozik immáron az autókereskedésben, de hamar rájön, hogy számára nem ez az igazi munka. Mivel az elején elutasította a lánykérést, ezért most Stephanie kéri meg Griffin kezét, de Griffin elutasítja őt. Ezután visszatér az állatkertbe, hogy bocsánatot kérjen Bernie-től, aki végül megbocsát neki. Az állatok elmondják Griffinnek, hogy Kate a repülőtérre tart, és elutazik Nairobiba. Bernie segít Griffinnek utolérni Kate-et, hogy bevallhassa neki az iránta érzett szerelmét.
Hat hónappal később Griffin és Kate ismét az állatkertben dolgozik, Bernie egy új helyet kapott, ahonnan szép kilátás nyílik a városra.

## Szereplők

### Élőszereplők
| Szerep        | Színész           | Magyar hang        | Magyar hang        | Magyar hang            |
| Szerep        | Színész           | 1. változat (2011) | 2. változat (2013) | 3. változat            |
| ------------- | ----------------- | ------------------ | ------------------ | ---------------------- |
| Griffin Keyes | Kevin James       | Holl Nándor        | Holl Nándor        | Holl Nándor            |
| Kate          | Rosario Dawson    | Pikali Gerda       | Pikali Gerda       | Pikali Gerda           |
| Stephanie     | Leslie Bibb       | Bogdányi Titanilla | Sánta Annamária    | Solecki Janka          |
| Gale          | Joe Rogan         | Jakab Csaba        | Láng Balázs        | Láng Balázs            |
| Dave Keyes    | Nat Faxon         | Seszták Szabolcs   | Moser Károly       | Czvetkó Sándor         |
| Méregfog      | Ken Jeong         | Józsa Imre         | Seszták Szabolcs   | Szokol Péter           |
| Robin Keyes   | Steffiana la Cruz | Mics Ildikó        | Böhm Anita         | Böhm Anita             |
| Jürgen Mavroc | Thomas Gottschalk | Harsányi Gábor     | Péter Richárd      | Varga T. József        |
| Shane         | Donnie Wahlberg   | Dévai Balázs       | Maday Gábor        | Horváth-Töreki Gergely |
| Manny         | Nicholas Turturro | Szokol Péter       | Szkárosi Márk      |                        |
| Nimer         | Brandon Keener    | Posta Victor       | Vári Attila        |                        |

### Az állatszereplők hangjai
| Szerep                                | Eredeti hang       | Magyar hang        | Magyar hang        | Magyar hang     |
| Szerep                                | Eredeti hang       | 1. változat (2011) | 2. változat (2013) | 3. változat     |
| ------------------------------------- | ------------------ | ------------------ | ------------------ | --------------- |
| Bernie, a lomha gorilla               | Nick Nolte         | Dörner György      | Vass Gábor         | Papp János      |
| Joe, az oroszlán                      | Sylvester Stallone | Gáti Oszkár        | Haás Vander Péter  | Forgács Péter   |
| Donald, a majom                       | Adam Sandler       | Csőre Gábor        | Csőre Gábor        | Csőre Gábor     |
| Barry, az ázsiai elefánt              | Judd Apatow        | Forgács Gábor      | Forgács Gábor      | Háda János      |
| Janet, nőstényoroszlán, Joe élettársa | Cher               | Liptai Claudia     | Orosz Anna         | Hámori Eszter   |
| Jerome, grizzlymedve                  | Jon Favreau        | Kálid Artúr        | Faragó András      | Faragó András   |
| Bruce, grizzlymedve                   | Faizon Love        | Faragó András      | Pusztaszeri Kornél | Bognár Tamás    |
| Mollie, a zsiráf                      | Maya Rudolph       | Kocsis Mariann     | Kocsis Mariann     | Bertalan Ágnes  |
| Sebastian, a farkas                   | Bas Rutten         | Háda János         | Háda János         | Törköly Levente |
| Jim, a béka                           | Don Rickles        | Bodrogi Attila     | Szokol Péter       |                 |
| Spike, a holló                        | Jim Breuer         | Ganxsta Zolee      | Ganxsta Zolee      |                 |
| Elmo, a strucc                        | Richie Minervini   | Kapácsy Miklós     |                    |                 |

## Bevétel
A gondozoo című filmet 3482 moziban mutatták be az Egyesült Államokban és Kanadában. A nyitó napon 7,4 millió $-t hozott, és 20,1 millió $-t a nyitó hétvégén, ezzel a 3. helyre helyezve őt a Transformers 3. és az újonnan érkezett Förtelmes főnökök után.

## Házimozi kiadás
A gondozoot 2011. október 11-én adták ki DVD-n és Blu-rayen az Egyesült Államokban.